# (35926) 1999 JL105
1999 JL105 (asteroide 35926) é um asteroide da cintura principal. Possui uma excentricidade de 0.05653080 e uma inclinação de 12.15892º.
Este asteroide foi descoberto no dia 13 de maio de 1999 por LINEAR em Socorro.